# Дарчинян Вахтанг Рубенович
Вахтанг Рубенович "Вік" Дарчинян (вірм. Վախթանգ Դարչինյան; 7 січня 1976, Ванадзор) — вірменський професійний боксер, призер чемпіонату Європи серед аматорів, чемпіон світу за версіями IBF (2004 — 2007) та IBO (2005 — 2007) у найлегшій вазі, IBO (2007), IBF (2008 — 2009), WBA (Super) (2008 — 2010) та WBC (2008 — 2010) у другій найлегшій вазі, IBO (2010, 2011) у легшій вазі. Перший вірменський боксер, який став чемпіоном світу на професійному рингу.

## Ранні роки
Вахтанг Дарчинян народився у Ванадзорі, Вірменська РСР в сім'ї Рубена Дарчиняна, який був борцем, а потім тренером з боротьби. Вахтанг змалку хотів стати чемпіоном світу з боксу серед професіоналів, але оскільки в Радянському Союзі професійного боксу не існувало, батько намагався переконати Вахтанга займатися боротьбою. Вахтанг займався боротьбою, але про мрію не забував і одночасно займався боксом, а після розпаду СРСР зосередився на боксі.

## Аматорська кар'єра
На чемпіонаті Європи 1998 Вахтанг Дарчинян завоював бронзову медаль.
- В 1/8 фіналу переміг Карміне Моларо (Італія) — 9-8
- У чвертьфіналі переміг Мухамеда Алія (Македонія) — 8-2
- У півфіналі програв Ільфату Разяпову (Росія) — 2-6

Того ж року на Кубку світу завоював бронзову медаль, програвши у півфіналі чемпіону світу 1997 кубинцю Мануелю Мантілья — 7-15.
На чемпіонаті світу 1999 у першому бою переміг Мануеля Мантілья — 6-4, а у другому програв майбутньому чемпіону Булату Жумаділову (Казахстан) — 5-9.
На Олімпійських іграх 2000 в першому бою переміг Ільфата Рязапова — 20-11, а у другому програв Булату Жумаділову — 8-15.

## Професіональна кар'єра

### Найлегша вага
Після Олімпіади 2000, що проходила у Сіднеї, Австралія, Вік Дарчинян оселився в Австралії і дебютував на професійному рингу. У сьомому бою завоював вакантний титул чемпіона Австралії у найлегшій вазі. Впродовж 2000 — 2003 років провів 20 переможних боїв, у яких здобув 15 перемог нокаутом. 2004 року провів один бій в Австралії, здобувши чергову перемогу нокаутом, а 16 грудня 2004 року у Голлівуді, Флорида, США вийшов на бій проти непереможного (30-0) чемпіона світу за версією IBF у найлегшій вазі Ірена Пачеко. Колумбійця, який утримував звання чемпіона більше п'яти років, Дарчинян нокаутував у одинадцятому раунді, відібравши чемпіонський титул.
Повернувшись до Австралії, в наступному бою Дарчинян переміг нокаутом Мзукісі Сікалі (ПАР), відібравши у нього титул чемпіона IBO, а потім захистив титули, нокаутувавши Хаїра Хіменеса.
3 березня 2006 року Вік Дарчинян провів свій другий бій у США, нокаутувавши філіппінця Діосдадо Габі, а 3 червня 2006 року провів четвертий переможний захист титулів чемпіона світу проти непоступливого мексиканця Луїса Малдонадо (31-1-1), очоливши вечір боксу на каналі Showtime.
В наступних боях у США Вік Дарчинян достроково переміг Гленна Донера (Філіппіни) та Хосе Віктора Бургоса (Мексика), зламавши філіппінцю щелепу та завдавши таких ударів мексиканцю, що тому знадобилася операція на голові, після якої він вже не повернувся на ринг.

#### Вік Дарчинян проти Ноніто Донера
У сьомому захисті звання чемпіона світу за версіями IBF та IBO Вік Дарчинян зустрівся 7 липня 2007 року з молодшим братом Гленна Донера Ноніто Донером (Філіппіни). Вірменин був беззаперечним фаворитом бою, але у п'ятому раунді філіппінець впіймав його лівим хуком, зваливши в нокдаун. Дарчинян намагався підвестися, але падав знов і знов, і рефері зупинив бій. Журнал Ринг  нагородив цей бій званням Нокаут року та Апсет року.

### Друга найлегша вага
Повернувшись до Австралії, в наступному бою Дарчинян переміг нокаутом Федеріко Катубая (Філіппіни), завоювавши вакантний титул чемпіона IBO у другій найлегшій вазі. Від титулу він одразу відмовився заради бою за звання обов'язкового претендента на титул чемпіона світу за версією IBF у другій найлегшій вазі. Цей бій у Філіппінах між Віком Дарчиняном і Зе Горресом (Філіппіни), незважаючи на перевагу вірменина в більшості раундів, закінчився нічиєю, втім Дарчинян все-одно отримав право вийти на бій проти Дмитра Кирилова (Росія), чемпіона світу за версією IBF. 2 серпня 2008 року у США Дарчинян нокаутував Кирилова.

#### Дарчинян проти Міхареса
1 листопада 2008 року відбувся об'єднавчий бій між чемпіоном світу за версією IBF Віком Дарчиняном і чемпіоном світу за версіями WBA (Super) та WBC Крістіаном Міхаресом (Мексика). Дарчинян був агресором з першого раунду, і Міхарес, здавалося, не знав, що йому протиставити. У дев'ятому раунді вірменин нокаутував мексиканця, ставши першим боксером, що об'єднав три титула у другій найлегшій вазі.
7 лютого 2009 року Вік Дарчинян провів вдалий захист, нокаутувавши багаторазового чемпіона світу мексиканця Хорхе Арсе.

### Дарчинян проти Агбеко
Лишаючи за собою титули чемпіона WBA (Super) та WBC, Дарчинян відмовився від титулу чемпіона світу за версією IBF у другій найлегшій вазі, щоб провести поєдинок проти чемпіона світу за версією IBF у легшій вазі ганця Джозефа Агбеко. У брудному та складному для суддівства поєдинку, що відбувся 11 липня 2009 року, перемогу одностайним рішенням здобув Агбеко. Дарчинян повернувся до другої найлегшої ваги.

### Друга найлегша вага
Після поразки від Агбеко Дарчинян провів два успішних захиста титулів чемпіона WBA (Super) та WBC у другій найлегшій вазі проти мексиканців Томаса Рохаса та Родриго Герреро.

### Легша вага
2010 року Дарчинян знов повернувся до Австралії, щоб 20 травня 2010 року в бою проти Еріка Барселони одностайним рішенням суддів завоювати вакантний титул чемпіона IBO у легшій вазі.
11 грудня 2010 року в рамках півфіналу турніру у легшій вазі від Showtime у рівному поєдинку Вік Дарчинян програв непереможному мексиканцю (20-0-1) Абнеру Маресу і втратив титул чемпіона IBO.
23 квітня 2011 року Дарчинян в бою проти колумбійця Йонні Переса знов завоював вакантний титул чемпіона IBO, від якого відмовився Марес. Провівши один вдалий захист титулу IBO, 3 грудня 2011 року вірменин вийшов на бій проти чемпіона світу за версією WBA (Super) Ансельмо Морено (Панама) і програв одностайним рішенням суддів.
Вже в наступному бою 6 квітня 2012 року Вік Дарчинян здійснив чергову спробу стати чемпіоном світу, вийшовши у Токіо проти чемпіона світу за версією WBC Яманака Сінсуке. Поєдинок розпочався з атак Дарчиняна, але у четвертому раунді він отримав сильне розсічення над оком, у яке у п'ятому раунді японець поцілив ліктем, що лишилося непоміченим суддею. Кров заливала обличчя вірменина, який боровся до кінця бою. Перемогу одностайним рішенням судді віддали місцевому боксеру, який зберіг звання чемпіона.

### Напівлегка вага
31 травня 2014 року Вік Дарчинян здійснив спробу завоювати титул у четвертій ваговій категорії, але в бою з непереможним "регулярним" чемпіоном WBA Ніколасом Волтерсом (23-0) був нокаутований у п'ятому раунді.